# Bedford OXA
Il Bedford OXA era un veicolo corazzato prodotto in Gran Bretagna durante la Seconda guerra mondiale. Questo mezzo era una risposta di emergenza prodotta nel biennio 1940-1941 montando sul telaio dell'autocarro Bedford OXD da 1,5 ton uno scafo corazzato. Ne verranno realizzati un totale di 948 esemplari che verranno utilizzati dalla Home Guard fino alla fine del 1942.